# Punta del Lliri

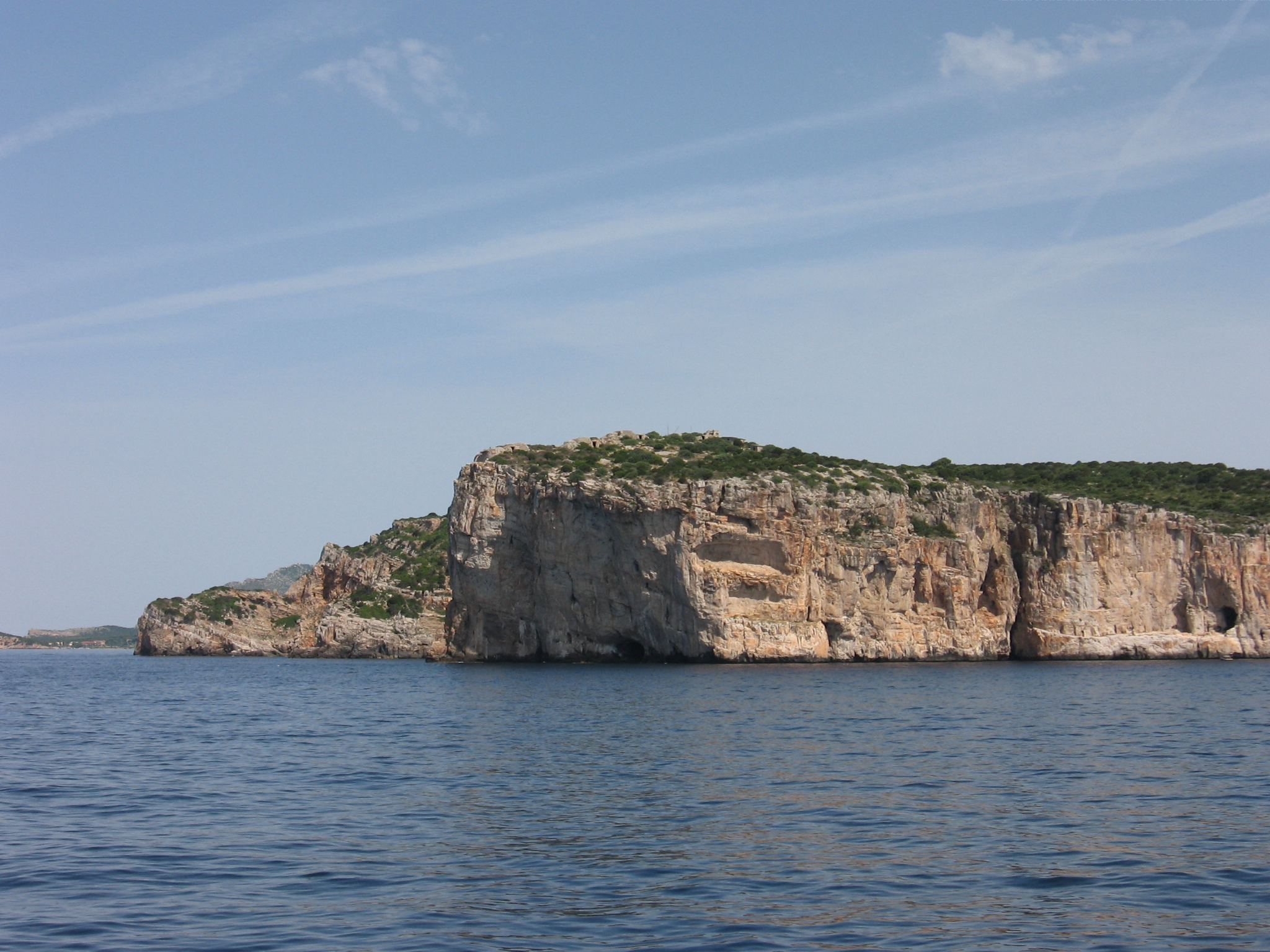
Punta del Lliri

La punta del Lliri (Punta Lìzu en sard, Punta Giglio en italià) és un promontori calcari situat a la província de Sàsser, a l'extrem nord-occidental de l'illa de Sardenya, dins del terme municipal de l'Alguer, que juntament amb el cap de la Caça tanca la badia del Port del Comte.

Impròpiament anomenat «punta», ja que en realitat té les característiques d'un cap per la seva gran altitud sobre el nivell del mar, el seu nom prové de la presència de nombroses plantes de lliris silvestres. La punta del Lliri s'inclou dins de l'Àrea natural marina protegida del Cap de la Caça-Illa Plana, que al seu torn, forma part del Parc Natural Regional de Port del Comte de l'Alguer..

Des del cim es pot admirar el paisatge circumdant. Per l'estratègica situació que domina el Port del Comte i la badia de l'Alguer, durant la Segona Guerra Mundial l'exèrcit italià i l'alemany hi instal·laren una base antiaèria. D'aquelles estructures militars encara en podem trobar avui en dia els edificis de les casernes, de les plataformes antiaèries, dipòsits d'armes... tot plegat construït amb pedra calcària per poder camuflar millor les construccions als ulls dels Aliats.